# Steven Cheung

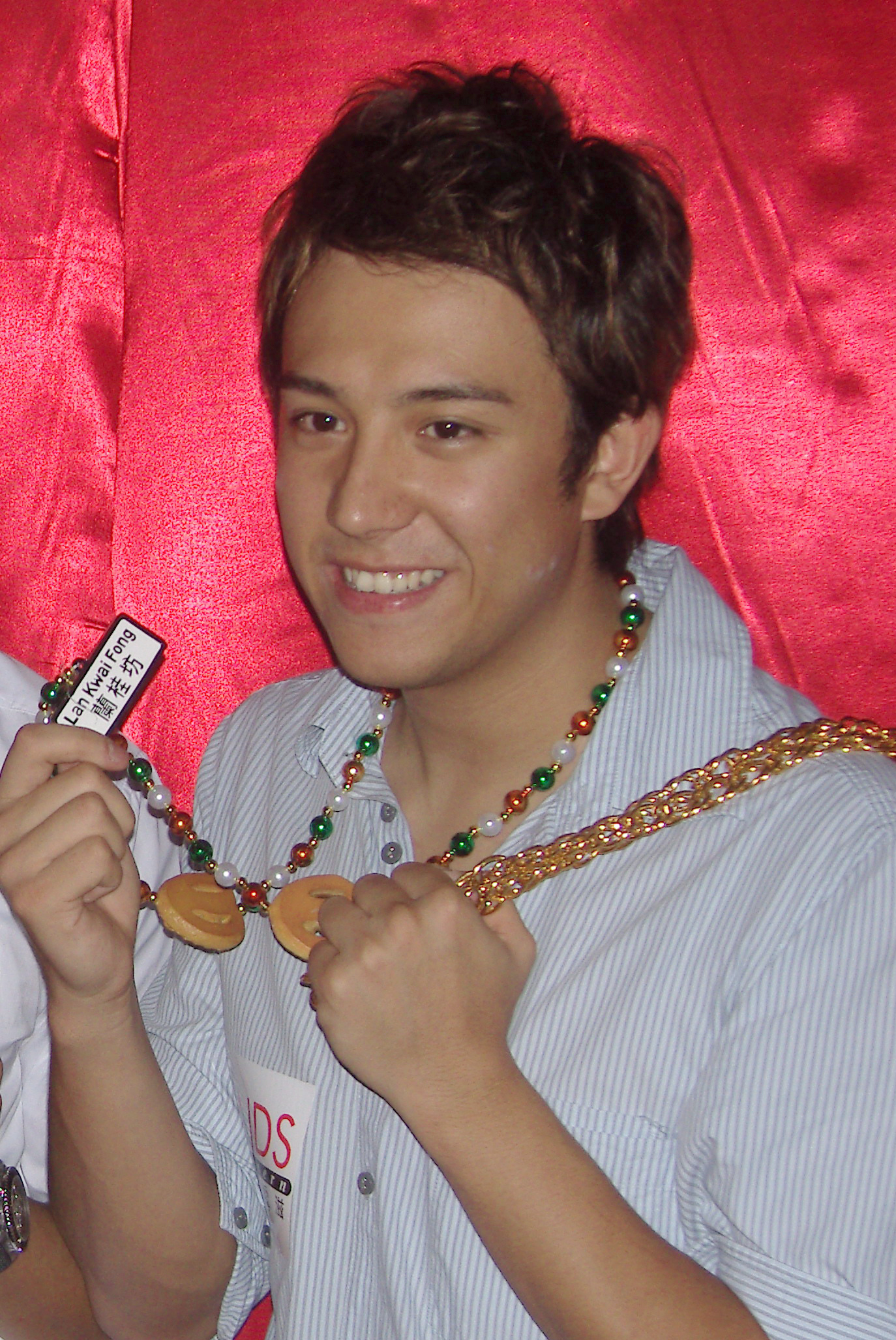
Steven Cheung (2007)

Steven Cheung (chinesisch 張致恆, Pinyin Zhāng Zhìhéng, Jyutping Zoeng1 Zi3hang4, kantonesisch Cheung Chi Hang; * 10. November 1984 in den Niederlanden) ist ein niederländisch-chinesischer Musiker und Sänger.
Cheung wuchs in Hongkong auf. Seine Karriere begann im Label der Emperor Entertainment Group gemeinsam mit Kenny Kwan. Zusammen nannten sie sich Boy’z und wurden eine recht erfolgreiche Cantopop Gruppe in Hongkong. Gemeinsam hatten sie ihren Auftritt in verschiedenen Filmen, unter anderem New Police Story mit Jackie Chan und später ihren eigenen, produzierten Film 6:00 AM. In diesem Film waren die Twins zu Gast, eine weibliche Cantopop-Gruppe mit Gillian Chung Yan-Tung (鍾欣桐) und Charlene Choi Cheuk-Yin (蔡卓妍).
Die Boy’z trennten sich am 13. Januar 2005, weil Kenny Kwan eine Solokarriere anstrebte. Steven Cheung gründete daraufhin gemeinsam mit Dennis Mak (chinesisch: 麥子豪) und William Chan (chinesisch: 陳偉霆) am 26. Juni 2006 die Gruppe Sun Boy’z.

## Filmografie
- The Death Curse (2003)
- Fantasia (2004)
- Papa Loves You (2004)
- New Police Story (2004)
- 6 AM (2004)
- Bug Me Not! (2005)
- Moments of Love (2005)
- A Chinese Tall Story (2005)
- 49 Days (2006)
- Isabella (2006)
- Say Goodbye Luisa (2006)
- McDull, The Alumni (2006)

## Serien
- All About Boy’z
- Heart Of Fencing
- Sunshine Heartbeat
- Kung Fu Soccer